# Maria Palatine
Maria Palatine (21. März 1961 in Kaiserslautern) ist eine deutsche Harfenistin, Sängerin, Komponistin und Lehrerin, vor allem im Bereich Improvisation. Ihr Markenzeichen ist ein multidisziplinärer Ansatz. Maria Palatine ist Träger des Preises für junge Songpoeten 2005, verliehen von der Hanns-Seidel-Stiftung in Zusammenarbeit mit dem Bayerischen Rundfunk und des Golden Artistic Award, Brüssel 2017, Best Feminin Artist, für ihr gesamtes künstlerisches Schaffen. Sie lebt seit 2005 in Belgien.

## Leben und Karriere
Tochter von Adam und Helge Kern. Sie hat drei Schwestern: Dagmar Kern, Claudia Cafuk, Judith Kern und einen Bruder, Ulrich Kern. Verheiratet mit Hermann Maier (1986–1994) Aus dieser Ehe stammen die Töchter Anne-Sophie (geb. 1987) und Luise Marie (geb. 1989). Seit 1998 liiert mit dem belgischen Schriftsteller und Glaskünstler Bernard Tirtiaux, mit welchem sie zahlreich gemeinsame künstlerische Projekte realisiert, vor allem im Bereich Musik/Literatur, wie 'Entrelacs" oder „Calendes de cristal“ aber auch Performances wie „Where the Dusky Waters Sing“.
2007 gründete sie das Harp Center Brussels, eine Harfenschule mit Unterricht in verschiedenen Stilrichtungen wie Improvisation, Jazz und Songwriting. Mit ihrer „deutsch-belgischen“ Band hat sie Konzerte in Europa, den USA, Kanada, Sibirien und Brasilien gegeben.
Eingeladen wurde sie bereits zum World Harp Congress in Vancouver, zum Rio Harp Festival und zum Harpissima Festival, Italien. Sie gibt regelmäßig Meisterklassen in Belgien, Deutschland, der Schweiz und Kanada.
Seit 2019 unterrichtet Maria Palatine Improvisation am Konservatorium von Namur für die Harfenklasse.
Gam recorgs Brussels, das aktuelles Label von Maria Palatine, schreibt über sie:

„Die deutsche Harfenistin und Vokalvirtuosin Maria Palatine wurde mit einer außergewöhnlichen Kreativität ausgestattet. Ihre Musik wurde definiert als ‚ein Soundtrack, der von Björk, Kate Bush und Loreena McKennit komponiert wurde‘ (GTB Agenda Brussels), ‚Klänge von katzenhafter Eleganz, die einem äußerst originellen Weg folgen, auf dem sich bezaubernde und exzentrische Momente abwechseln ...‘, und "in Maria Palatinas Händen klingt die Harfe geheimnisvoll, dynamisch, erotisch, strahlend, als wäre sie nur für sie erfunden worden“

## Werke
Die Diskografie Maria Palatines umfasst 10 CDs, darunter auch Filmmusiken und Kompositionen, die zu multimedialen Projekten entstanden sind und eine Oper mit einem Libretto von Bernard Tirtiaux.

## Kollaborationen mit
- Bernard Tirtiaux (Schriftsteller, Glaskünstler), Steve Houben (Saxophonist), Manu
- Hermia (Saxophonist), Dandarvaanchig Enkhjargal – mongolischer Diphongesang (Deutschland), Dandarvaanchig Enkhjargal – mongolischer Diphongesang (Frankreich).
- (Deutschland/Belgien), Moufadhel Adoum – Oud-Spieler (Belgien/Tunesien),
- Jibendra Narayan Goswami – Sitar (Belgien/Indien), Mani Shankar Tripathi – Tabla
- (Belgien/Indien), Mahmoud Barkou – Ney-Spieler (Belgien/Algerien), Soumaya
- Hallak – Operngesang (Belgien/Syrien), Markus Lüpertz – Maler (Deutschland), Agnès
- Peeters – Malerin (Belgien), Karl Lagerfeld – Designer/Fotograf (Deutschland/Frankreich)